# Кораци (часопис)
Кораци, часопис за књижевност, уметност и културу који излази у Крагујевцу.

## Историјат
Први број часописа Кораци штампан је 1966. године. Часопис објављује савремену прозу, поезију, есеје, књижевне критике, приказе, преводе и текстове из области уметности и културе. Од 2004. године часопис излази под окриљем Народне библиотеке "Вук Караџић" у Крагујевцу. Библиографију часописа Кораци у два тома сачинила је Јелена Станковић .  Часопис Кораци излази четири пута годишње.

## Уредници
- Милорад Најдановић 1966–1970
- Милован Живковић 1970–1973
- Слободан Павићевић 1973–1977
- Душан Мандић 1973–1977
- Слободан Павићевић 1977–1993
- Зоран Петровић 1993–1996
- Мирко Демић 2002–2011
- Ивана Максић 2011–2013
- Александар Б. Лаковић 2013–2017
- Татјана Јанковић 2017–2021
- Владимир Б. Перић 2021–

## Редакција
- Главни и одговорни уредник: Татјана Јанковић
- Редакција: Др Владимир Б. Перић,  Марија Јовановић, Костадин Стојадинов

- Издавач: Народна библиотека „Вук Караџић“ Крагујевац